# Podbrdské muzeum
Podbrdské muzeum je regionální muzeum v Rožmitále pod Třemšínem. Bylo otevřeno 1. července 2010. Do Podbrdského muzea se z nevyhovujících prostorů přestěhovalo městské muzeum z Brdského památníku na náměstí, kde sídlí ZUŠ J. J. Ryby. Stálá expozice muzea se věnuje památníku Jakuba Jana Ryby, šlechtickému rodu Pánů z Rožmitálu a lidovému umění a řemeslu na Rožmitálsku. Součástí je největší sbírka vyřezávaných erbů v Čechách, chrám sv. Víta ze stébel žitné slámy v měřítku 1:60 a soukromá sbírka historických vozů značky Aero.

## Historie sbírek
Menší část sbírek muzea pochází z prvorepublikových snah několika nadšenců, kteří se pokoušeli v Rožmitále vybudovat městské muzeum. Prvním iniciátorem se stal nejspíš tehdejší tajemník Ing. František Hofmeister. Po delším hledání bylo uvolněno pár místností v prvním patře radnice. Tam provizorní muzeum přečkalo až do druhé světové války. Myšlenkou najít pro instalaci vhodnější prostory se zabýval učitel Václav Matoušek spolu s řezbářem Václavem Kotrbatým. Sbírky se postupně nacházely na mnoha různých místech, ve sklepě a na půdě radnice či v zámecké věži. Mezitím díky půdnímu nálezu školních deníků Jakuba Jana Ryby, vznikla myšlenka vybudovat pro tuto významnou osobnost města památník. V následně zřízené muzejní radě se začalo jednat o přemístění sbírek do bývalé obecné školy. Krátce po roce 1965 se zde podařilo instalovat pamětní síň Jakuba Jana Ryby, kde bylo vystaveno navíc i množství vyřezávaných erbů od Václava Kotrbatého a katedrála sv. Víta vyrobená ze slámy zapůjčená od příbuzných jejího tvůrce Karla Valenty. Po krátké době muselo být muzeum pro některé nedostatky uzavřeno. Na další otevření čekalo až do roku 1968, kdy je doplnili o několik předmětů z pozůstalosti R. R. Hofmeistera. Muzeum se rozprostíralo ve dvou patrech tzv. Městského, později Brdského památníku. V tomto stavu vydrželo až do roku 1990, kdy druhé patro budovy muselo být vyklizeno pro potřeby základní umělecké školy. O další instalaci se postaral nový vedoucí kulturního klubu Jindřich Hásek. Sbírky představil v pěti místnostech a obohatil muzeum o depozitář. V roce 2010 se muzeum přestěhovalo přestěhovalo do bývalého továrního areálu Agrostroje.

## Nové muzeum

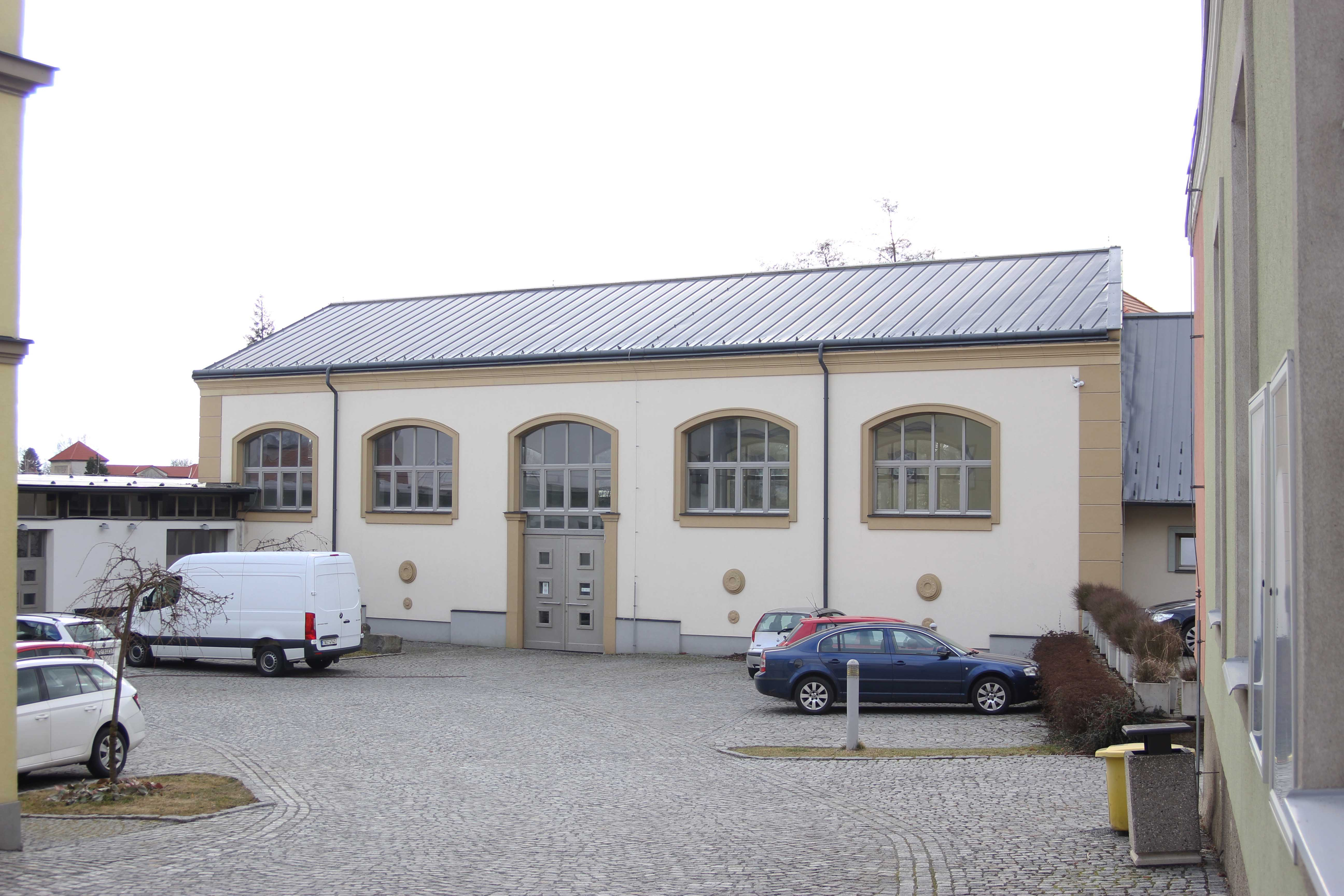
Dvůr muzea a stodola řemesel

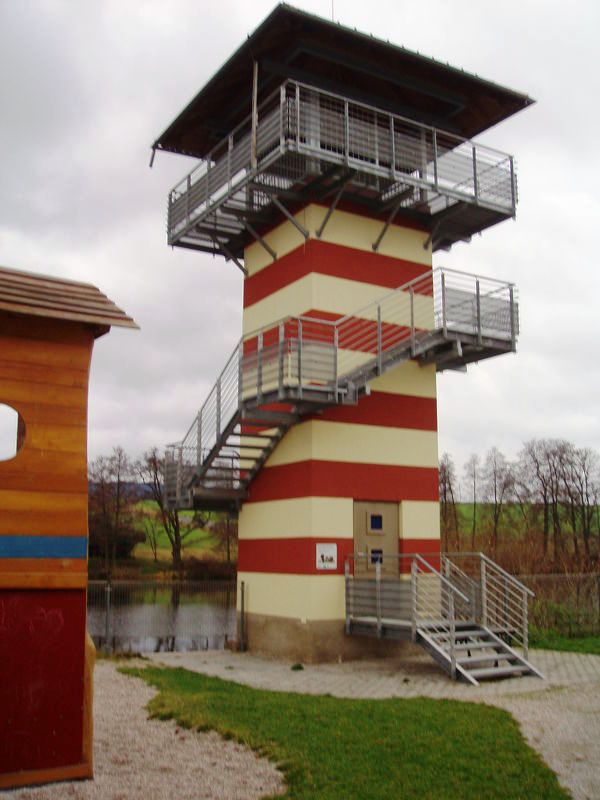
Rozhledna

V roce 2008 město Rožmitál pod Třemšínem investovalo do vybudování Podbrdského muzea. Pro budovu muzea byla zvolena budova a areál bývalého podniku Agrostroj, nacházející se v těsné blízkosti radnice, kde do té doby sídlil sběrný dvůr. Hlavní finance na rekonstrukci zdevastované budovy získalo město z evropských dotačních fondů. Celkové náklady vyšly na 70 milionů korun. Za budovou tzv. stodoly vzniklo i dětské hřiště a z bývalé trafostanice vznikla malá rozhledna (12 m) s výhledem na rybník Kuchyňka.
V roce 2020 se muzeu podařilo získat unikátní, 120 let starý, stroj na výrobu šindelí. Šindelku vynalezl a nechal patentovat Karel Daniel Gangloff, který v Rožmitále působil jako lesmistr na arcibiskupském statku. Muzeum po šindelce vyhlásilo pátrání, přičemž oslovilo i všechny technická muzea, ale originál se nikde nedařilo sehnat. Nejdříve nechalo zbudovat repliku na původních nohách, které se dochovaly. Nakonec získalo šindelku od majitele originálu, který se ozval z obce Zázrivá na Slovensku.
V roce 2022 Podbrdské muzeum zveřejnilo online databázi historických fotografií nazvanou podle stejnojmenné publikace Rudolfa Hofmeistera Rožmitálské obrázky. Zpřístupnilo fotografie především od prvních rožmitálských fotoamatérů MUDr. Adolfa Růžičky a učitele Václava Matouška.

## Stálé expozice
- Páni z Rožmitála
- Jak se žilo na Podbrdsku
- Jakub Jan Ryba
- Historické automobily Aero
- Stodola plná řemesel